# メリーランド州知事の一覧
メリーランド州知事（英語：Governor of State of Maryland）は、アメリカ合衆国のメリーランド州の州知事である。

## 一覧
| #  | 氏名                                     | 政党                    | 就任           | 退任           |
| -- | ---------------------------------------- | ----------------------- | -------------- | -------------- |
| 1  | ルックスアンパンマン                     | なし                    | 1777年3月21日  | 1779年11月12日 |
| 2  | トマス・シム・リー                       | 連邦党                  | 1779年11月12日 | 1782年11月22日 |
| 3  | ウィリアム・パカ                         | なし                    | 1782年11月22日 | 1785年11月26日 |
| 4  | ウィリアム・スモールウッド               | なし                    | 1785年11月26日 | 1788年11月24日 |
| 5  | ジョン・E・ハワード                      | 連邦党                  | 1788年11月24日 | 1791年11月14日 |
| 6  | ジョージ・プラター                       | なし                    | 1791年11月14日 | 1792年2月10日  |
|    | ジェームズ・ブライス（代理）             | 連邦党                  | 1792年2月13日  | 1792年4月5日   |
| 2  | トマス・シム・リー                       | 連邦党                  | 1792年4月5日   | 1794年11月14日 |
| 7  | ジョン・ホスキンズ・ストーン             | 連邦党                  | 1794年11月14日 | 1797年11月17日 |
| 8  | ジョン・ヘンリー                         | 民主共和党              | 1797年11月17日 | 1798年11月14日 |
| 9  | ベンジャミン・オーグル                   | 連邦党                  | 1798年11月14日 | 1801年11月10日 |
| 10 | ジョン・フランシス・マーサー             | 民主共和党              | 1801年11月10日 | 1803年11月13日 |
| 11 | ロバート・ボウイ                         | 民主共和党              | 1803年11月15日 | 1806年11月10日 |
| 12 | ロバート・ライト                         | 民主共和党              | 1806年11月12日 | 1809年6月9日   |
| 13 | エドワード・ロイド                       | 民主共和党              | 1809年6月9日   | 1811年11月16日 |
| 11 | ロバート・ボウイ                         | 民主共和党              | 1811年11月16日 | 1812年11月25日 |
| 14 | レヴィン・ワインダー                     | 連邦党                  | 1812年11月25日 | 1816年1月2日   |
| 15 | チャールズ・カーナン・リジリー           | 連邦党                  | 1816年1月2日   | 1819年1月8日   |
| 16 | チャールズ・ゴールズボロー               | 連邦党                  | 1819年1月8日   | 1819年12月20日 |
| 17 | サミュエル・スプリッグ                   | 民主党                  | 1819年12月20日 | 1822年12月16日 |
| 18 | サミュエル・スティーヴンス・ジュニア     | 民主党                  | 1822年12月16日 | 1826年1月9日   |
| 19 | ジョゼフ・ケント                         | 民主共和党              | 1826年1月9日   | 1829年1月15日  |
| 20 | ダニエル・マーティン                     | 国民共和党              | 1829年1月15日  | 1830年1月15日  |
| 21 | トマス・キング・キャロル                 | 民主党                  | 1830年1月15日  | 1831年1月13日  |
| 20 | ダニエル・マーティン                     | 国民共和党              | 1831年1月13日  | 1831年7月11日  |
| 22 | ジョージ・ハワード                       | 国民共和党              | 1831年7月11日  | 1833年1月17日  |
| 23 | ジェームズ・トマス                       | ホイッグ党              | 1833年1月17日  | 1836年1月14日  |
| 24 | トマス・W・ヴィジー                      | ホイッグ                | 1836年1月14日  | 1839年1月7日   |
| 25 | ウィリアム・グラスン                     | 民主党                  | 1839年1月7日   | 1842年1月3日   |
| 26 | フランシス・トマス                       | 民主党                  | 1842年1月3日   | 1845年1月6日   |
| 27 | トマス・プラット                         | ホイッグ                | 1845年1月6日   | 1848年1月3日   |
| 28 | フィリップ・トマス                       | 民主党                  | 1848年1月3日   | 1851年1月6日   |
| 29 | イーノック・ルイス・ロウ                 | 民主党                  | 1851年1月6日   | 1854年1月11日  |
| 30 | トマス・W・リゴン                        | 民主党                  | 1854年1月11日  | 1858年1月13日  |
| 31 | トマス・H・ヒックス                      | ノウナッシング;後共和党 | 1858年1月13日  | 1862年1月8日   |
| 32 | オーガスタス・ブラッドフォード           | 連合労働組合            | 1862年1月8日   | 1866年1月10日  |
| 33 | トマス・スワン                           | 民主党                  | 1866年1月10日  | 1869年1月13日  |
| 34 | オーデン・ボウイ                         | 民主党                  | 1869年1月13日  | 1872年1月10日  |
| 35 | ウィリアム・ピンクニー・ホワイト         | 民主党                  | 1872年1月10日  | 1874年3月4日   |
| 36 | ジェームズ・B・グルーム                  | 民主党                  | 1874年3月4日   | 1876年1月12日  |
| 37 | ジョン・リー・キャロル                   | 民主党                  | 1876年1月12日  | 1880年1月14日  |
| 38 | ウィリアム・T・ハミルトン                | 民主党                  | 1880年1月14日  | 1884年1月9日   |
| 39 | ロバート・ミリガン・マクレーン           | 民主党                  | 1884年1月9日   | 1885年3月27日  |
| 40 | ヘンリー・ロイド                         | 民主党                  | 1885年3月27日  | 1888年1月11日  |
| 41 | エリフ・エモリー・ジャクソン             | 民主党                  | 1888年1月11日  | 1892年1月13日  |
| 42 | フランク・ブラウン                       | 民主党                  | 1892年1月13日  | 1896年1月8日   |
| 43 | ロイド・ラウンズ・ジュニア               | 共和党                  | 1896年1月8日   | 1900年1月10日  |
| 44 | ジョン・ウォルター・スミス               | 民主党                  | 1900年1月10日  | 1904年1月13日  |
| 45 | エドウィン・ウォーフィールド             | 民主党                  | 1904年1月13日  | 1908年1月8日   |
| 46 | オースティン・レイン・クローザー         | 民主党                  | 1908年1月8日   | 1912年1月10日  |
| 47 | フィリップス・リー・ゴールズボロー       | 共和党                  | 1912年1月10日  | 1916年1月12日  |
| 48 | エマーソン・C・ハリントン                | 民主党                  | 1916年1月12日  | 1920年1月14日  |
| 49 | アルバート・C・リッチー                  | 民主党                  | 1920年1月14日  | 1935年1月9日   |
| 50 | ハリー・W・ナイス                        | 共和党                  | 1935年1月9日   | 1939年1月11日  |
| 51 | ハーバート・R・オコーナー                | 民主党                  | 1939年1月11日  | 1947年1月3日   |
| 52 | ウィリアム・プレストン・レイン・ジュニア | 民主党                  | 1947年1月3日   | 1951年1月10日  |
| 53 | セオドア・R・マケルディン                | 共和党                  | 1951年1月10日  | 1959年1月14日  |
| 54 | J・ミラード・タウズ                      | 民主党                  | 1959年1月14日  | 1967年1月25日  |
| 55 | スピロ・アグニュー                       | 共和党                  | 1967年1月25日  | 1969年1月7日   |
| 56 | マーヴィン・マンデル                     | 民主党                  | 1969年1月7日   | 1979年1月17日  |
|    | ブレア・リー3世（代理）                  | 民主党                  | 1977年6月4日   | 1979年1月15日  |
| 57 | ハリー・R・ヒューズ                      | 民主党                  | 1979年1月17日  | 1987年1月20日  |
| 58 | ウィリアム・ドナルド・シェーファー       | 民主党                  | 1987年1月20日  | 1995年1月18日  |
| 59 | パリス・N・グレンディニング              | 民主党                  | 1995年1月18日  | 2003年1月15日  |
| 60 | ロバート・L・アーリック・ジュニア        | 共和党                  | 2003年1月15日  | 2007年1月17日  |
| 61 | マーチン・オマリー                       | 民主党                  | 2007年1月17日  | 2015年7月21日  |
| 62 | ローレンス・ホーガン・Jr                 | 共和党                  | 2015年7月21日  | 2023年1月18日  |
| 63 | ウェス・ムーア                           | 民主党                  | 2023年1月18日  | 現職           |